# Anna Klimakova
Anna Aleksandrovna Klimakova (en russe : Анна Александровна Климакова) (née Beskova le 22 juillet 1986 à Zaretchny) est une ancienne joueuse de volley-ball russe. Elle mesure 1,92 m et jouait au poste d'attaquante. Elle a totalisé 29 sélections en équipe de Russie.

## Clubs
| Club                    | De        | À         |
| ----------------------- | --------- | --------- |
| Ouralotchka-2           | 2001-2002 | 2001-2002 |
| Dynamo (Moscou Reg.)    | 2002-2003 | 2002-2003 |
| Ouralotchka-2           | 2003-2004 | 2003-2004 |
| Ouralotchka NTMK        | 2004-2005 | 2004-2005 |
| Avtodor-Metar           | 2005-2006 | 2005-2006 |
| Hapoël Ironi Kiryat-Ata | 2006-2007 | 2006-2007 |
| Avtodor-Metar           | 2007-2008 | 2007-2008 |
| Ouralotchka NTMK        | 2008-2009 | 2008-2009 |
| Nagliyatchi Bakou       | 2009-2010 | 2009-2010 |
| AZS Białystok           | 2010-2011 | 2010-2011 |
| VK Tioumen              | 2011-2012 | 2011-2012 |
| Avtodor-Metar           | 2013-2014 | 2014-2015 |

## Palmarès
- Championnat de Russie
  - Vainqueur : 2005.
- Championnat d'Israël
  - Vainqueur : 2007.
- Coupe d'Israël
  - Vainqueur : 2007.